# Осада Кабула (1504)
Осада Кабула — в 1504 году тимуридский правитель Бабур осадил Кабул и взял города у династии Аргун под руководством Мукима Бега Аргуна, став новым правителем Кабула и Газни. Эта территория дала ему передышку от его узбекской экспансии в Центральной Азии и позволила ему построить свое зарождающееся государство в сильную и грозную державу в последующие годы, достаточную для завоевания Северной Индии.

## Предыстория
В 1469 году скончался султан Мавераннахра Абу Саид-мирза, правивший в 1451—1469 годах. Его сильно уменьшившаяся империя Тимуридов была разделена между его четырьмя сыновьями. Старший сын, Султан Ахмед-мирза (1451—1494), стал правителем Самарканда, Бухары и Гиссара. Второй сын, Умар Шейх-мирза (1456—1494), унаследовал Фергану. Третий сын, Султан Махмуд-мирза (1453—1495), стал править в Балхе. Младший, четвёртый сын, Улугбек-мирза (умер в 1502), получил во владение Кабул и Газни.
Мирза Улугбек, дядя Бабура по отцовской линии, тимуридский правитель Кабула и Газни, умер в 1502 году, оставив во главе страны своего молодого сына Абдал-Разака Мирзу (умер в 1509). Но власть узурпировал один из его министров Ширим Зикр. Против министра был составлен заговор во главе с Мухаммадом Касим-бегом и Юнисом Али, в результате которого тот был убит. Однако в регионе по-прежнему царил хаус, а вакуум власти был заполнен неким Муким-бегом Аргуном. Последний был сыном Зу-н-Нун бега Аргуна и братом Шах-Бега Аргуна. Муким Бег Аргун, воспользовавшись таким положением вещей, выступил без приказа из города Гармсира, который он получил в наследство от своего отца. Зу-н-Нун, в свою очередь, служил султану Хусейну Мирзе Байкару, и внезапно появился перед Кабулом, город открыл свои ворота. Зу-н-Нун Бег Аргун, не утверждая, что одобряет действия Мукима, санкционировал его сохранение владения своим завоеванием. Абдал-Разак Мирза удалился в горы и все ещё предпринимал безуспешные усилия по восстановлению своей столицы, когда сам Бабур, спасаясь от узбекского хана Шейбани-хана, вступил на территорию Хусроу-шаха. Шейбани-хан завоевал Самарканд и Бухару, Фергану и Урати-пу, Ташкент и Шахрухию. Султан Хусейн-мирза-Байкара управлял Хорасаном; Хусро-шах все ещё владел Гиссаром, Хатлоном, Кундузом и Бадахшаном. Зу-н-Нун Бег Аргун, хотя и признал власть султана Хусейна-мирзу-Байкару, имел почти независимую власть в Кандагаре и Заминдаваре, Фарахе, Нимрузе, Гильменде, Гармсире, а также большей части Систана и территории к югу от Кандагара.
Во время путешествий Бабура по территориям Хусроу-шаха моголы, находившиеся на службе у Хусроу-шаха, включая его брата, покинули его и присоединились к Бабуру. С этой армией он двинулся на Кабул и осадил город.

## Осада
Джахангир-мирза командовал правым крылом и был поставлен на месте будущего Чахарбага. Насир-мирза был командиром левого крыла и располагался у лугов гробницы Кутлуг-Кадам-хана. Бабур с основной армией остановился между садом Хайдера Таки и гробницей Кул Баязида. Начались переговоры с Мукимом Бегом о капитуляции, но он прибегнул к тактике затягивания, ожидая помощи от отца и брата. Бабур наступление усилилось, и осада стала более суровой с небольшим количеством сражений. В конце концов Муким Бег Аргун договорился о капитуляции, и ему было разрешено уехать со своей семьей. Таким образом, Кабул и Газни были завоеваны Бабуром без особого сопротивления.